# Посвірж (рід)
Посві́рж (Sicalis) — рід горобцеподібних птахів родини саякових (Thraupidae). Представники цього роду мешкають в Неотропіках.

## Опис
Посвіржі — дрібні птахи, середня довжина яких становить 9,8-15 см, а вага 10,7-59 г. Вони мають переважно жовте забарвлення, зустрічаються великими зграйками. Більшість видів посвіржів поширені в Андах.

## Таксономія і систематика
Рід Посвірж (Sicalis) був введений німецьким орнітологом Фрідріхом Бойє у 1828 році і початково був віднесений до родини в'юркових (Fringillidae). Тривалий час його відносили до родини вівсянкових (Emberizidae), однак за результатами низки молекулярно-філогенетичних досліджень рід Sicalis, разом з низкою інших родів, був переведений до родини саякових (Thraupidae), підродини квіткоколних (Diglossinae).

## Види
Виділяють тринадцять видів:
- Посвірж лимонний (Sicalis citrina)
- Посвірж еквадорський (Sicalis taczanowskii)
- Посвірж золотогузий (Sicalis uropigyalis)
- Посвірж золотоголовий (Sicalis flaveola)
- Посвірж червонолобий (Sicalis columbiana)
- Посвірж короткодзьобий (Sicalis luteola)
- Посвірж болівійський (Sicalis luteocephala)
- Посвірж патагонський (Sicalis lebruni)
- Посвірж оливковий (Sicalis olivascens)
- Посвірж чагарниковий (Sicalis mendozae)[10]
- Посвірж великий (Sicalis auriventris)
- Посвірж перуанський (Sicalis raimondii)
- Посвірж жовтий (Sicalis lutea)

## Етимологія
Наукова назва роду Sicalis походить від слова дав.-гр. σικαλις — назви дрібного, чорноголового птаха, якого згадували в своїх працях Епіхарм і Арістотель. Імовірно, це був птах з роду Кропив'янка (Sylvia).